# MS Berge Istra
MS Berge Istra je bil velik tanker/bulker z nosilnostjo 227 550 DWT . Ladjo so zgradili leta 1972 v ladjedelnici Uljanik v Puli, Jugoslavija.Lastnik ladje je bil norveški Sig. Bergesen d.y., registrirana pa je bila v Liberiji.
Z ladjo so izgubili kontakt 30. decembra 1975 (v bližini otoka Mindanao na Filipinih) , ko je tovorila železo rudo  iz Brazilije na Japonsko. 30 ljudi je izgubilo življenje, dva mornarja pa so rešili japonski ribiči. 
MS Berge Istra in njena sestrska ladja MS Berge Vanga sta se obe potopili v podobnih razmerah. Po teh nesrečah niso več gradili podobnih ladij in niso več prevažali nafte skupaj z rudo.